# The Mighty Fishers
A The Mighty Fishers egy magyar rocksteady/ska/reggae együttes. 

## Története
A zenekar 2011-ben alakult. Tagjai a Pannonia Allstars Ska Orchestra, Three Teadies és Tubaku együttesekben is játszanak. A rocksteady és a reggae mellett lovers rock stílusban is játszanak. Rendszeresen turnéznak hazánkban és külföldön egyaránt. Felléptek már a Sziget Fesztiválon is. Pályafutásuk alatt három EP-t és egy stúdióalbumot adtak ki. 

## Tagok
- Szélinger Anna - ének
- Roza Tamás - billentyűk
- Schlosser András - gitár
- Ádám Péter - gitár
- Sütő-Nagy Ádám - basszusgitár
- Fábián Béla - dob

## Diszkográfia
- High Four (EP, 2011)
- Where Are You? (EP, 2012)
- Soul Garden (album, 2014)
- Newsteady EP (2016)